# Melorecytacja
Melorecytacja (melodeklamacja) – artystyczne wygłaszanie utworów literackich z towarzyszeniem muzyki.